# Eleições parlamentares na Noruega em 2017
As Eleições Parlamentares de 2017 (Stortingsvalget 2017) foram realizadas em 11 de setembro de 2017 na Noruega para eleger 169 deputados para o Parlamento da Noruega (Stortinget) no período de 2017-2021.

## Partidos
| Partido | Partido                        | Líder                            | Ideologia                                                                          | Espectro                    |
| ------- | ------------------------------ | -------------------------------- | ---------------------------------------------------------------------------------- | --------------------------- |
|         | Partido Trabalhista            | Jonas Gahr Støre                 | Social-democracia                                                                  | Centro-esquerda             |
|         | Partido Conservador            | Erna Solberg                     | Conservadorismo liberal                                                            | Centro-direita              |
|         | Partido do Progresso           | Siv Jensen                       | Nacional-conservadorismo                                                           | Direita                     |
|         | Partido do Centro              | Trygve Slagsvold Vedum           | Agrarianismo                                                                       | Centro                      |
|         | Partido da Esquerda Socialista | Audun Lysbakken                  | Socialismo democrático                                                             | Esquerda                    |
|         | Partido Liberal                | Trine Skei Grande                | Social liberalismo                                                                 | Centro                      |
|         | Partido Democrata Cristão      | Knut Arild Hareide               | Democracia cristã                                                                  | Centro a Centro-direita     |
|         | Partido Verde                  | Une Aina Bastholm Rasmus Hansson | Ecologismo                                                                         | Centro-esquerda             |
|         | Partido Vermelho               | Bjørnar Moxnes                   | Marxismo                                                                           | Esquerda a Extrema-esquerda |
| Bloco   | Bloco                          | Líder                            | Partidos                                                                           | Espectro                    |
|         | Bloco Azul-Azul                | Erna Solberg                     | Partido Conservador Partido do Progresso Partido Liberal Partido Democrata Cristão | Centro a Direita            |
|         | Bloco Vermelho-Verde           | Jonas Gahr Støre                 | Partido Trabalhista Partido do Centro Partido da Esquerda Socialista               | Centro a Esquerda           |

## Resultados Oficiais
A Direção-Geral das Eleições (Valgdirektoratet) publicou os seguintes resultados finais, quando estavam contados 100% dos votos.
 Os partidos do centro-direita estavam em ligeira vantagem sobre os partidos do centro-esquerda.

Para entrar no parlamento, há uma barreira constitucional de 4%. O Partido Vermelho e o Partido Verde não atingem os mínimos, embora possam vir a beneficiar na contagem dos votos pessoais. O Partido Democrata Cristão e o Partido Liberal estão um pouco acima desses 4%.

Como líder do maior partido do maior bloco, Erna Solberg tenta agora formar um governo de coligação de centro-direita integrando o Partido Conservador, o Partido do Progresso, o Partido Democrata Cristão e o Partido Liberal.
| Partidos                | Partidos                       | Votos                                 | %                                     | +/-                                   | Deputados                             | +/-                                   |
| ----------------------- | ------------------------------ | ------------------------------------- | ------------------------------------- | ------------------------------------- | ------------------------------------- | ------------------------------------- |
|                         | Partido Trabalhista            | 800 949                               | 27,4 / 100,0                          | 3,4                                   | 49 / 169                              | 6                                     |
|                         | Partido Conservador            | 732 897                               | 25,0 / 100,0                          | 1,8                                   | 45 / 169                              | 3                                     |
|                         | Partido do Progresso           | 444 683                               | 15,2 / 100,0                          | 1,1                                   | 27 / 169                              | 2                                     |
|                         | Partido do Centro              | 302 017                               | 10,3 / 100,0                          | 4,8                                   | 19 / 169                              | 9                                     |
|                         | Partido da Esquerda Socialista | 176 222                               | 6,0 / 100,0                           | 1,9                                   | 11 / 169                              | 4                                     |
|                         | Partido Liberal                | 127 911                               | 4,4 / 100,0                           | 0,8                                   | 8 / 169                               | 1                                     |
|                         | Partido Democrata Cristão      | 122 797                               | 4,2 / 100,0                           | 1,4                                   | 8 / 169                               | 2                                     |
|                         | Partido Verde                  | 94 788                                | 3,2 / 100,0                           | 0,4                                   | 1 / 169                               | Estável                               |
|                         | Partido Vermelho               | 70 522                                | 2,4 / 100,0                           | 1,3                                   | 1 / 169                               | 1                                     |
|                         | Outros                         | 54 011                                | 1,1 / 100,0                           |                                       | 0 / 169                               |                                       |
| Votos Inválidos         | Votos Inválidos                | 23 268                                | 0,8 / 100,0                           | 0,2                                   |                                       |                                       |
| Total                   | Total                          | 2 941 812                             | 100,0 / 100,0                         |                                       | 169 / 169                             |                                       |
| Eleitorado/Participação | Eleitorado/Participação        | 3 764 858                             | 78,2 / 100,0                          | 0,1                                   |                                       |                                       |
| Fonte                   | Fonte                          | Valgdirektoratet - Stortingsvalg 2017 | Valgdirektoratet - Stortingsvalg 2017 | Valgdirektoratet - Stortingsvalg 2017 | Valgdirektoratet - Stortingsvalg 2017 | Valgdirektoratet - Stortingsvalg 2017 |

| ↓  |     |   |     |    |    |    |     |   |
| H  | FrP | V | KrF | Ap | Sp | SV | MDG | R |
| 45 | 27  | 8 | 8   | 49 | 19 | 11 | 1   | 1 |

| Bloco Azul-Azul (centro-direita) | Bloco Vermelho-Verde (centro-esquerda) | Outros |
| 88                               | 79                                     | 2      |

## Partido mais votado por Condado e por Comuna (mapa)

Partido mais votado por Condado e por Comuna.

## Resultados por Distrito Eleitoral
A tabela apresenta os resultados dos partidos que elegeram deputados:
| Distrito eleitoral | %    | D  | %    | D  | %    | D   | %    | D  | %    | D  | %   | D | %    | D   | %   | D   | %   | D | %      | D      | D   | Votantes  |
| Distrito eleitoral | Ap   | Ap | H    | H  | FrP  | FrP | Sp   | Sp | SV   | SV | V   | V | KrF  | KrF | MdG | MdG | R   | R | Outros | Outros | D   | Votantes  |
| ------------------ | ---- | -- | ---- | -- | ---- | --- | ---- | -- | ---- | -- | --- | - | ---- | --- | --- | --- | --- | - | ------ | ------ | --- | --------- |
| Akershus           | 26.3 | 5  | 31.0 | 6  | 15.1 | 3   | 6.0  | 1  | 5.3  | 1  | 6.5 | 1 | 2.3  | -   | 3.7 | -   | 1.9 | - | 1,9    | -      | 17  | 338 900   |
| Aust-Agder         | 25,4 | 1  | 25,6 | 1  | 17,3 | 1   | 8,3  | -  | 4,0  | -  | 3,3 | - | 9,8  | 1   | 2,6 | -   | 1,2 | - | 2,5    | -      | 4   | 65 109    |
| Buskerud           | 28,3 | 3  | 26,9 | 2  | 17,3 | 2   | 10,8 | 1  | 5,0  | 1  | 3,7 | - | 2,6  | -   | 2,7 | -   | 1,5 | - | 1,3    | -      | 9   | 153 638   |
| Finnmark           | 32,0 | 2  | 14,4 | 1  | 18,0 | 1   | 14,9 | 1  | 8,8  | -  | 4,2 | - | 2,1  | -   | 2,1 | -   | 1,5 | - | 2,0    | -      | 5   | 39 286    |
| Hedmark            | 35,6 | 2  | 15,3 | 1  | 11,7 | 1   | 22,2 | 2  | 5,7  | 1  | 2,3 | - | 1,8  | -   | 1,9 | -   | 1,3 | - | 2,0    | -      | 7   | 114 933   |
| Hordaland          | 22,8 | 4  | 30,4 | 5  | 15,1 | 2   | 7,6  | 2  | 7,0  | 1  | 4,4 | 1 | 5,5  | 1   | 3,5 | -   | 2,1 | - | 1,5    | -      | 16  | 300 678   |
| Møre og Romsdal    | 21,3 | 2  | 23,6 | 3  | 22,3 | 2   | 13,0 | 1  | 3,9  | -  | 3,5 | - | 6,1  | 1   | 2,2 | -   | 1,2 | - | 2,9    | -      | 9   | 147 790   |
| Nord-Trøndelag     | 34,2 | 2  | 14,8 | 1  | 11,5 | -   | 24,4 | 1  | 5,0  | -  | 2,2 | 1 | 2,7  | -   | 1,8 | -   | 1,6 | - | 1,7    | -      | 5   | 78 879    |
| Nordland           | 26,0 | 2  | 20,2 | 2  | 16,5 | 2   | 18,6 | 2  | 7,0  | 1  | 2,6 | - | 2,4  | -   | 2,2 | -   | 2,9 | - | 1,6    | -      | 9   | 136 179   |
| Oppland            | 35,1 | 2  | 16,7 | 1  | 12,2 | 1   | 21,2 | 2  | 4,6  | -  | 2,6 | 1 | 2,1  | -   | 2,4 | -   | 1,7 | - | 1,3    | -      | 7   | 109 197   |
| Oslo               | 28,4 | 5  | 26,4 | 6  | 9,5  | 2   | 2,1  | -  | 9,3  | 2  | 8,4 | 2 | 2,1  | -   | 6,0 | 1   | 6,3 | 1 | 1,5    | -      | 19  | 368 828   |
| Rogaland           | 22,4 | 54 | 28,8 | 4  | 19,7 | 3   | 7,5  | 1  | 3,9  | 1  | 3,5 | - | 8,4  | 1   | 2,6 | -   | 1,2 | - | 2,1    | -      | 14  | 252 548   |
| Sogn og Fjordane   | 24,6 | 1  | 18,6 | 1  | 9,9  | -   | 29,7 | 1  | 4,5  | -  | 4,1 | - | 4,3  | 1   | 2,3 | -   | 1,3 | - | 0,9    | -      | 4   | 62 451    |
| Sør-Trøndelag      | 32,8 | 4  | 20,7 | 2  | 11,7 | 1   | 10,7 | 1  | 7,7  | 1  | 4,1 | 1 | 2,7  | -   | 3,9 | -   | 2,9 | - | 2,7    | -      | 10  | 182 967   |
| Telemark           | 31,9 | 2  | 20,1 | 1  | 16,5 | 1   | 12,9 | 1  | 5,0  | -  | 2,7 |   | 5,0  | 1   | 2,5 | -   | 2,1 | - | 1,4    | -      | 6   | 97 492    |
| Troms              | 24,0 | 2  | 20,5 | 1  | 18,2 | 1   | 15,0 | 1  | 10,1 | 1  | 2,9 | - | 2,6  | -   | 2,8 | -   | 2,3 | - | 1,4    | -      | 6   | 91 790    |
| Vest-Agder         | 21,0 | 1  | 27,9 | 2  | 17,1 | 1   | 6,5  | -  | 4,3  | -  | 3,6 | - | 12,6 | 2   | 2,9 | -   | 1,4 | - | 2,7    | -      | 6   | 101 432   |
| Vestfold           | 28,0 | 2  | 30,1 | 3  | 16,9 | 1   | 6,3  | -  | 5,0  | -  | 3,8 | 1 | 3,7  | -   | 2,9 | -   | 1,9 | - | 1,5    | -      | 7   | 140 926   |
| Østfold            | 32,1 | 3  | 23,8 | 2  | 17,5 | 2   | 8,7  | 1  | 4,4  | 1  | 2,4 | - | 4,2  | -   | 2,6 |     | 2,1 |   | 2,1    | -      | 9   | 162 322   |
| Noruega            | 27,4 | 49 | 25,0 | 45 | 15,2 | 27  | 10,3 | 19 | 6,0  | 11 | 4,4 | 8 | 4,2  | 8   | 3,2 | 1   | 2,4 | 1 | 1,1    | -      | 169 | 2 941 812 |

### Akershus
| Partido                 | Partido                        | Votos   | %             | +/- | Deputados | +/-     |
| ----------------------- | ------------------------------ | ------- | ------------- | --- | --------- | ------- |
|                         | Partido Conservador            | 104 451 | 31,0 / 100,0  | 2,9 | 6 / 17    | 1       |
|                         | Partido Trabalhista            | 88 689  | 26,3 / 100,0  | 2,1 | 5 / 17    | Estável |
|                         | Partido do Progresso           | 50 741  | 15,1 / 100,0  | 2,0 | 3 / 17    | Estável |
|                         | Partido Liberal                | 21 853  | 6,5 / 100,0   | 0,2 | 1 / 17    | Estável |
|                         | Partido do Centro              | 20 219  | 6,0 / 100,0   | 3,5 | 1 / 17    | 1       |
|                         | Partido da Esquerda Socialista | 17 859  | 5,3 / 100,0   | 1,8 | 1 / 17    | Estável |
|                         | Partido Verde                  | 12 459  | 3,7 / 100,0   | 0,6 | 0 / 17    | Estável |
|                         | Partido Democrata Cristão      | 7 839   | 2,3 / 100,0   | 0,9 | 0 / 17    | Estável |
|                         | Partido Vermelho               | 6 542   | 1,9 / 100,0   | 1,2 | 0 / 17    | Estável |
|                         | Outros                         | 6 376   | 1,9 / 100,0   |     | 0 / 17    | Estável |
| Votos Inválidos         | Votos Inválidos                | 2 430   | 0,7 / 100,0   |     |           |         |
| Total                   | Total                          | 338 900 | 100,0 / 100,0 |     | 17 / 17   |         |
| Eleitorado/Participação | Eleitorado/Participação        | 416 706 | 81,3 / 100,0  | 0,5 |           |         |

### Aust-Agder
| Partido                 | Partido                        | Votos  | %             | +/- | Deputados | +/-     |
| ----------------------- | ------------------------------ | ------ | ------------- | --- | --------- | ------- |
|                         | Partido Conservador            | 16 614 | 25,6 / 100,0  | 0,3 | 1 / 4     | Estável |
|                         | Partido Trabalhista            | 16 481 | 25,4 / 100,0  | 2,6 | 1 / 4     | Estável |
|                         | Partido do Progresso           | 11 195 | 17,3 / 100,0  | 0,6 | 1 / 4     | Estável |
|                         | Partido Democrata Cristão      | 6 352  | 9,8 / 100,0   | 1,4 | 1 / 4     | Estável |
|                         | Partido do Centro              | 5 385  | 8,3 / 100,0   | 3,8 | 0 / 4     | Estável |
|                         | Partido da Esquerda Socialista | 2 562  | 4,0 / 100,0   | 1,3 | 0 / 4     | Estável |
|                         | Partido Liberal                | 2 121  | 3,3 / 100,0   | 1,5 | 0 / 4     | Estável |
|                         | Partido Verde                  | 1 676  | 2,6 / 100,0   | 0,6 | 0 / 4     | Estável |
|                         | Partido Vermelho               | 807    | 1,2 / 100,0   | 0,7 | 0 / 4     | Estável |
|                         | Outros                         | 1 583  | 2,5 / 100,0   |     | 0 / 4     | Estável |
| Votos Inválidos         | Votos Inválidos                | 430    | 0,7 / 100,0   |     |           |         |
| Total                   | Total                          | 65 109 | 100,0 / 100,0 |     | 4 / 4     |         |
| Eleitorado/Participação | Eleitorado/Participação        | 84 408 | 77,1 / 100,0  | 0,2 |           |         |

### Buskerud
| Partido                 | Partido                        | Votos   | %             | +/- | Deputados | +/-     |
| ----------------------- | ------------------------------ | ------- | ------------- | --- | --------- | ------- |
|                         | Partido Trabalhista            | 43 143  | 28,3 / 100,0  | 3,5 | 3 / 9     | Estável |
|                         | Partido Conservador            | 41 011  | 26,9 / 100,0  | 2,2 | 2 / 9     | 1       |
|                         | Partido do Progresso           | 26 419  | 17,3 / 100,0  | 1,3 | 2 / 9     | Estável |
|                         | Partido do Centro              | 16 446  | 10,8 / 100,0  | 4,7 | 1 / 9     | Estável |
|                         | Partido da Esquerda Socialista | 7 642   | 5,0 / 100,0   | 2,3 | 1 / 9     | 1       |
|                         | Partido Liberal                | 5 604   | 3,7 / 100,0   | 0,9 | 0 / 9     | Estável |
|                         | Partido Verde                  | 4 112   | 2,7 / 100,0   | 0,5 | 0 / 9     | Estável |
|                         | Partido Democrata Cristão      | 3 995   | 2,6 / 100,0   | 0,6 | 0 / 9     | Estável |
|                         | Partido Vermelho               | 2 260   | 1,5 / 100,0   | 0,9 | 0 / 9     | Estável |
|                         | Outros                         | 1 961   | 1,3 / 100,0   |     | 0 / 9     | Estável |
| Votos Inválidos         | Votos Inválidos                | 1 333   | 0,9 / 100,0   |     |           |         |
| Total                   | Total                          | 153 638 | 100,0 / 100,0 |     | 9 / 9     |         |
| Eleitorado/Participação | Eleitorado/Participação        | 198 653 | 77,3 / 100,0  | 0,6 |           |         |

### Finnmark
| Partido                 | Partido                        | Votos  | %             | +/-  | Deputados | +/-     |
| ----------------------- | ------------------------------ | ------ | ------------- | ---- | --------- | ------- |
|                         | Partido Trabalhista            | 12 440 | 32,0 / 100,0  | 7,9  | 2 / 5     | Estável |
|                         | Partido do Progresso           | 6 994  | 18,0 / 100,0  | 1,9  | 1 / 5     | Estável |
|                         | Partido do Centro              | 5 790  | 14,9 / 100,0  | 11,2 | 1 / 5     | 1       |
|                         | Partido Conservador            | 5 600  | 14,4 / 100,0  | 6,9  | 1 / 5     | Estável |
|                         | Partido da Esquerda Socialista | 3 437  | 8,8 / 100,0   | 3,7  | 0 / 5     | 1       |
|                         | Partido Liberal                | 1 644  | 4,2 / 100,0   | 0,6  | 0 / 5     | Estável |
|                         | Partido Verde                  | 836    | 2,1 / 100,0   | 0,1  | 0 / 5     | Estável |
|                         | Partido Democrata Cristão      | 808    | 2,1 / 100,0   | 0,9  | 0 / 5     | Estável |
|                         | Partido Vermelho               | 602    | 1,5 / 100,0   | 0,6  | 0 / 5     | Estável |
|                         | Outros                         | 758    | 2,0 / 100,0   |      | 0 / 5     | Estável |
| Votos Inválidos         | Votos Inválidos                | 472    | 1,2 / 100,0   |      |           |         |
| Total                   | Total                          | 39 286 | 100,0 / 100,0 |      | 5 / 5     |         |
| Eleitorado/Participação | Eleitorado/Participação        | 54 097 | 72,6 / 100,0  | 1,3  |           |         |

### Hedmark
| Partido                 | Partido                        | Votos   | %             | +/-     | Deputados | +/-     |
| ----------------------- | ------------------------------ | ------- | ------------- | ------- | --------- | ------- |
|                         | Partido Trabalhista            | 40 561  | 35,6 / 100,0  | 7,6     | 2 / 7     | 1       |
|                         | Partido do Centro              | 25 296  | 22,2 / 100,0  | 12,0    | 2 / 7     | 1       |
|                         | Partido Conservador            | 17 454  | 15,3 / 100,0  | 3,0     | 1 / 7     | Estável |
|                         | Partido do Progresso           | 13 376  | 11,7 / 100,0  | 1,9     | 1 / 7     | Estável |
|                         | Partido da Esquerda Socialista | 6 528   | 5,7 / 100,0   | 1,8     | 1 / 7     | Estável |
|                         | Partido Liberal                | 2 659   | 2,3 / 100,0   | 1,0     | 0 / 7     | Estável |
|                         | Partido Verde                  | 2 215   | 1,9 / 100,0   | Estável | 0 / 7     | Estável |
|                         | Partido Democrata Cristão      | 2 051   | 1,8 / 100,0   | 0,7     | 0 / 7     | Estável |
|                         | Partido Vermelho               | 1 443   | 1,3 / 100,0   | 0,6     | 0 / 7     | Estável |
|                         | Partido dos Pensionistas       | 1 303   | 1,1 / 100,0   | 0,4     | 0 / 7     | Estável |
|                         | Outros                         | 1 194   | 2,0 / 100,0   |         | 0 / 7     | Estável |
| Votos Inválidos         | Votos Inválidos                | 1 035   | 0,9 / 100,0   |         |           |         |
| Total                   | Total                          | 114 933 | 100,0 / 100,0 |         | 7 / 7     |         |
| Eleitorado/Participação | Eleitorado/Participação        | 149 882 | 76,7 / 100,0  | 0,1     |           |         |

### Hordaland
| Partido                 | Partido                        | Votos   | %             | +/-     | Deputados | +/-     |
| ----------------------- | ------------------------------ | ------- | ------------- | ------- | --------- | ------- |
|                         | Partido Conservador            | 90 733  | 30,4 / 100,0  | 0,9     | 5 / 16    | 1       |
|                         | Partido Trabalhista            | 68 195  | 22,8 / 100,0  | 2,0     | 4 / 16    | Estável |
|                         | Partido do Progresso           | 45 060  | 15,1 / 100,0  | Estável | 2 / 16    | Estável |
|                         | Partido do Centro              | 22 594  | 7,6 / 100,0   | 3,2     | 2 / 16    | 1       |
|                         | Partido da Esquerda Socialista | 20 958  | 7,0 / 100,0   | 2,1     | 1 / 16    | Estável |
|                         | Partido Democrata Cristão      | 16 513  | 5,5 / 100,0   | 2,2     | 1 / 16    | Estável |
|                         | Partido Liberal                | 13 027  | 4,4 / 100,0   | 1,4     | 1 / 16    | Estável |
|                         | Partido Verde                  | 10 476  | 3,5 / 100,0   | 0,3     | 0 / 16    | Estável |
|                         | Partido Vermelho               | 6 402   | 2,1 / 100,0   | 1,2     | 0 / 16    | Estável |
|                         | Outros                         | 4 639   | 1,5 / 100,0   |         | 0 / 16    | Estável |
| Votos Inválidos         | Votos Inválidos                | 2 916   | 1,0 / 100,0   |         |           |         |
| Total                   | Total                          | 300 678 | 100,0 / 100,0 |         | 16 / 16   |         |
| Eleitorado/Participação | Eleitorado/Participação        | 370 335 | 81,2 / 100,0  | 0,7     |           |         |

### Møre og Romsdal
| Partido                 | Partido                        | Votos   | %             | +/-  | Deputados | +/-     |
| ----------------------- | ------------------------------ | ------- | ------------- | ---- | --------- | ------- |
|                         | Partido Conservador            | 34 708  | 23,6 / 100,0  | 2,6  | 3 / 9     | 1       |
|                         | Partido do Progresso           | 32 750  | 22,3 / 100,0  | 2,2  | 2 / 9     | Estável |
|                         | Partido Trabalhista            | 31 353  | 21,3 / 100,0  | 3,8  | 2 / 9     | Estável |
|                         | Partido do Centro              | 19 046  | 13,0 / 100,0  | 4,8  | 1 / 9     | Estável |
|                         | Partido Democrata Cristão      | 9 017   | 6,1 / 100,0   | 2,8  | 1 / 9     | Estável |
|                         | Partido da Esquerda Socialista | 5 745   | 3,9 / 100,0   | 1,4  | 0 / 9     | Estável |
|                         | Partido Liberal                | 5 088   | 3,5 / 100,0   | 2,1  | 0 / 9     | 1       |
|                         | Partido Verde                  | 3 167   | 2,2 / 100,0   | 0,8  | 0 / 9     | Estável |
|                         | Lista Nordmørs                 | 2 135   | 1,5 / 100,0   | Novo | 0 / 9     | Novo    |
|                         | Partido Vermelho               | 1 809   | 1,2 / 100,0   | 0,8  | 0 / 9     | Estável |
|                         | Outros                         | 2 145   | 1,4 / 100,0   |      | 0 / 9     | Estável |
| Votos Inválidos         | Votos Inválidos                | 998     | 0,7 / 100,0   |      |           |         |
| Total                   | Total                          | 147 790 | 100,0 / 100,0 |      | 9 / 9     |         |
| Eleitorado/Participação | Eleitorado/Participação        | 190 915 | 77,4 / 100,0  | 0,7  |           |         |

### Nord-Trøndelag
| Partido                 | Partido                        | Votos   | %             | +/- | Deputados | +/-     |
| ----------------------- | ------------------------------ | ------- | ------------- | --- | --------- | ------- |
|                         | Partido Trabalhista            | 26 822  | 34,2 / 100,0  | 7,7 | 2 / 5     | Estável |
|                         | Partido do Centro              | 19 155  | 24,4 / 100,0  | 7,7 | 1 / 5     | Estável |
|                         | Partido Conservador            | 11 568  | 14,8 / 100,0  | 0,2 | 1 / 5     | Estável |
|                         | Partido do Progresso           | 9 014   | 11,5 / 100,0  | 1,4 | 0 / 5     | Estável |
|                         | Partido da Esquerda Socialista | 3 951   | 5,0 / 100,0   | 1,6 | 0 / 5     | Estável |
|                         | Partido Democrata Cristão      | 2 115   | 2,7 / 100,0   | 0,8 | 0 / 5     | Estável |
|                         | Partido Liberal                | 1 758   | 2,2 / 100,0   | 1,9 | 1 / 5     | Estável |
|                         | Partido Verde                  | 1 386   | 1,8 / 100,0   | 0,4 | 0 / 5     | Estável |
|                         | Partido Vermelho               | 1 282   | 1,6 / 100,0   | 1,1 | 0 / 5     | Estável |
|                         | Outros                         | 1 367   | 1,7 / 100,0   |     | 0 / 5     | Estável |
| Votos Inválidos         | Votos Inválidos                | 563     | 0,7 / 100,0   |     |           |         |
| Total                   | Total                          | 78 879  | 100,0 / 100,0 |     | 5 / 5     |         |
| Eleitorado/Participação | Eleitorado/Participação        | 102 040 | 77,3 / 100,0  | 0,4 |           |         |

### Nordland
| Partido                 | Partido                        | Votos   | %             | +/-  | Deputados | +/-     |
| ----------------------- | ------------------------------ | ------- | ------------- | ---- | --------- | ------- |
|                         | Partido Trabalhista            | 35 196  | 26,0 / 100,0  | 9,0  | 2 / 9     | 2       |
|                         | Partido Conservador            | 27 273  | 20,2 / 100,0  | 1,0  | 2 / 9     | Estável |
|                         | Partido do Centro              | 25 207  | 18,6 / 100,0  | 11,7 | 2 / 9     | 1       |
|                         | Partido do Progresso           | 22 248  | 16,5 / 100,0  | 2,3  | 2 / 9     | Estável |
|                         | Partido da Esquerda Socialista | 9 467   | 7,0 / 100,0   | 1,8  | 1 / 9     | 1       |
|                         | Partido Vermelho               | 3 905   | 2,9 / 100,0   | 1,3  | 0 / 9     | Estável |
|                         | Partido Liberal                | 3 509   | 2,6 / 100,0   | 1,1  | 0 / 9     | Estável |
|                         | Partido Democrata Cristão      | 3 284   | 2,4 / 100,0   | 1,2  | 0 / 9     | Estável |
|                         | Partido Verde                  | 2 932   | 2,2 / 100,0   | 0,2  | 0 / 9     | Estável |
|                         | Outros                         | 2 174   | 1,6 / 100,0   |      | 0 / 9     | Estável |
| Votos Inválidos         | Votos Inválidos                | 1 277   | 0,9 / 100,0   |      |           |         |
| Total                   | Total                          | 136 179 | 100,0 / 100,0 |      | 9 / 9     |         |
| Eleitorado/Participação | Eleitorado/Participação        | 181 329 | 75,1 / 100,0  | 0,5  |           |         |

### Oppland
| Partido                 | Partido                        | Votos   | %             | +/- | Deputados | +/-     |
| ----------------------- | ------------------------------ | ------- | ------------- | --- | --------- | ------- |
|                         | Partido Trabalhista            | 38 056  | 35,1 / 100,0  | 5,9 | 2 / 7     | 1       |
|                         | Partido do Centro              | 22 990  | 21,2 / 100,0  | 8,9 | 2 / 7     | 1       |
|                         | Partido Conservador            | 18 163  | 16,7 / 100,0  | 2,4 | 1 / 7     | Estável |
|                         | Partido do Progresso           | 13 285  | 12,2 / 100,0  | 0,5 | 1 / 7     | Estável |
|                         | Partido da Esquerda Socialista | 5 028   | 4,6 / 100,0   | 1,7 | 0 / 7     | Estável |
|                         | Partido Liberal                | 2 776   | 2,6 / 100,0   | 1,4 | 1 / 7     | Estável |
|                         | Partido Verde                  | 2 550   | 2,4 / 100,0   | 0,1 | 0 / 7     | Estável |
|                         | Partido Democrata Cristão      | 2 281   | 2,1 / 100,0   | 1,1 | 0 / 7     | Estável |
|                         | Partido Vermelho               | 1 823   | 1,7 / 100,0   | 0,9 | 0 / 7     | Estável |
|                         | Outros                         | 1 548   | 1,3 / 100,0   |     | 0 / 7     | Estável |
| Votos Inválidos         | Votos Inválidos                | 912     | 0,8 / 100,0   |     |           |         |
| Total                   | Total                          | 109 197 | 100,0 / 100,0 |     | 7 / 7     |         |
| Eleitorado/Participação | Eleitorado/Participação        | 143 266 | 76,2 / 100,0  | 0,2 |           |         |

### Oslo
| Partido                 | Partido                        | Votos   | %             | +/- | Deputados | +/-     |
| ----------------------- | ------------------------------ | ------- | ------------- | --- | --------- | ------- |
|                         | Partido Trabalhista            | 104 089 | 28,4 / 100,0  | 2,1 | 5 / 19    | 1       |
|                         | Partido Conservador            | 97 085  | 26,4 / 100,0  | 3,3 | 6 / 19    | Estável |
|                         | Partido do Progresso           | 35 037  | 9,5 / 100,0   | 2,1 | 2 / 19    | Estável |
|                         | Partido da Esquerda Socialista | 34 052  | 9,3 / 100,0   | 3,0 | 2 / 19    | 1       |
|                         | Partido Liberal                | 30 933  | 8,4 / 100,0   | 0,2 | 2 / 19    | Estável |
|                         | Partido Vermelho               | 23 083  | 6,3 / 100,0   | 3,1 | 1 / 19    | 1       |
|                         | Partido Verde                  | 21 853  | 6,0 / 100,0   | 0,4 | 1 / 19    | Estável |
|                         | Partido Democrata Cristão      | 7 843   | 2,1 / 100,0   | 0,7 | 0 / 19    | 1       |
|                         | Partido do Centro              | 7 778   | 2,1 / 100,0   | 1,3 | 0 / 19    | Estável |
|                         | Outros                         | 5 348   | 1,5 / 100,0   |     | 0 / 19    | Estável |
| Votos Inválidos         | Votos Inválidos                | 2 000   | 0,5 / 100,0   |     |           |         |
| Total                   | Total                          | 368 828 | 100,0 / 100,0 |     | 7 / 7     |         |
| Eleitorado/Participação | Eleitorado/Participação        | 458 868 | 80,4 / 100,0  | 0,1 |           |         |

### Rogaland
| Partido                 | Partido                        | Votos   | %             | +/- | Deputados | +/-     |
| ----------------------- | ------------------------------ | ------- | ------------- | --- | --------- | ------- |
|                         | Partido Conservador            | 72 201  | 28,8 / 100,0  | 1,4 | 4 / 14    | Estável |
|                         | Partido Trabalhista            | 56 340  | 22,4 / 100,0  | 0,2 | 4 / 14    | 1       |
|                         | Partido do Progresso           | 49 451  | 19,7 / 100,0  | 1,0 | 3 / 14    | Estável |
|                         | Partido Democrata Cristão      | 21 092  | 8,4 / 100,0   | 2,2 | 1 / 14    | 1       |
|                         | Partido do Centro              | 18 897  | 7,5 / 100,0   | 2,3 | 1 / 14    | Estável |
|                         | Partido da Esquerda Socialista | 9 895   | 3,9 / 100,0   | 0,7 | 1 / 14    | 1       |
|                         | Partido Liberal                | 8 851   | 3,5 / 100,0   | 1,0 | 0 / 14    | 1       |
|                         | Partido Verde                  | 6 444   | 2,6 / 100,0   | 0,4 | 0 / 14    | Estável |
|                         | Partido Vermelho               | 2 895   | 1,2 / 100,0   | 0,7 | 0 / 14    | Estável |
|                         | Outros                         | 5 042   | 2,1 / 100,0   |     | 0 / 14    | Estável |
| Votos Inválidos         | Votos Inválidos                | 1 854   | 0,7 / 100,0   |     |           |         |
| Total                   | Total                          | 252 548 | 100,0 / 100,0 |     | 14 / 14   |         |
| Eleitorado/Participação | Eleitorado/Participação        | 320 947 | 78,7 / 100,0  | 0,6 |           |         |

### Sogn og Fjordane
| Partido                 | Partido                        | Votos  | %             | +/- | Deputados | +/-     |
| ----------------------- | ------------------------------ | ------ | ------------- | --- | --------- | ------- |
|                         | Partido do Centro              | 18 446 | 29,7 / 100,0  | 9,1 | 1 / 4     | Estável |
|                         | Partido Trabalhista            | 15 258 | 24,6 / 100,0  | 3,5 | 1 / 4     | Estável |
|                         | Partido Conservador            | 11 572 | 18,6 / 100,0  | 0,4 | 1 / 4     | Estável |
|                         | Partido do Progresso           | 6 153  | 9,9 / 100,0   | 0,9 | 0 / 4     | Estável |
|                         | Partido da Esquerda Socialista | 2 781  | 4,5 / 100,0   | 1,1 | 0 / 4     | Estável |
|                         | Partido Democrata Cristão      | 2 683  | 4,3 / 100,0   | 3,8 | 1 / 4     | 1       |
|                         | Partido Liberal                | 2 532  | 4,1 / 100,0   | 2,3 | 0 / 4     | 1       |
|                         | Partido Verde                  | 1 410  | 2,3 / 100,0   | 0,6 | 0 / 4     | Estável |
|                         | Partido Vermelho               | 790    | 1,3 / 100,0   | 0,6 | 0 / 4     | Estável |
|                         | Outros                         | 507    | 0,9 / 100,0   |     | 0 / 4     | Estável |
| Votos Inválidos         | Votos Inválidos                | 415    | 0,7 / 100,0   |     |           |         |
| Total                   | Total                          | 62 451 | 100,0 / 100,0 |     | 4 / 4     |         |
| Eleitorado/Participação | Eleitorado/Participação        | 78 753 | 79,3 / 100,0  | 0,8 |           |         |

### Sør-Trøndelag
| Partido                 | Partido                        | Votos   | %             | +/- | Deputados | +/-     |
| ----------------------- | ------------------------------ | ------- | ------------- | --- | --------- | ------- |
|                         | Partido Trabalhista            | 59 610  | 32,8 / 100,0  | 3,9 | 4 / 10    | Estável |
|                         | Partido Conservador            | 37 719  | 20,7 / 100,0  | 1,5 | 2 / 10    | Estável |
|                         | Partido do Progresso           | 21 248  | 11,7 / 100,0  | 1,9 | 1 / 10    | 1       |
|                         | Partido do Centro              | 19 409  | 10,7 / 100,0  | 4,2 | 1 / 10    | Estável |
|                         | Partido da Esquerda Socialista | 14 008  | 7,7 / 100,0   | 2,0 | 1 / 10    | Estável |
|                         | Partido Liberal                | 7 385   | 4,1 / 100,0   | 1,3 | 1 / 10    | 1       |
|                         | Partido Verde                  | 7 082   | 3,9 / 100,0   | 0,7 | 0 / 10    | Estável |
|                         | Partido Vermelho               | 5 344   | 2,9 / 100,0   | 2,0 | 0 / 10    | Estável |
|                         | Partido Democrata Cristão      | 4 974   | 2,7 / 100,0   | 1,0 | 0 / 10    | Estável |
|                         | Partido dos Pensionistas       | 3 083   | 1,7 / 100,0   | 0,8 | 0 / 10    | Estável |
|                         | Outros                         | 1 934   | 1,0 / 100,0   |     | 0 / 10    | Estável |
| Votos Inválidos         | Votos Inválidos                | 1 615   | 0,9 / 100,0   |     |           |         |
| Total                   | Total                          | 182 967 | 100,0 / 100,0 |     | 10 / 10   |         |
| Eleitorado/Participação | Eleitorado/Participação        | 231 984 | 78,9 / 100,0  | 0,4 |           |         |

### Telemark
| Partido                 | Partido                        | Votos   | %             | +/- | Deputados | +/-     |
| ----------------------- | ------------------------------ | ------- | ------------- | --- | --------- | ------- |
|                         | Partido Trabalhista            | 30 931  | 31,9 / 100,0  | 4,8 | 2 / 6     | 1       |
|                         | Partido Conservador            | 19 445  | 20,1 / 100,0  | 1,7 | 1 / 6     | Estável |
|                         | Partido do Progresso           | 16 013  | 16,5 / 100,0  | 2,4 | 1 / 6     | Estável |
|                         | Partido do Centro              | 12 457  | 12,9 / 100,0  | 8,4 | 1 / 6     | 1       |
|                         | Partido Democrata Cristão      | 4 825   | 5,0 / 100,0   | 1,8 | 1 / 6     | Estável |
|                         | Partido da Esquerda Socialista | 4 800   | 5,0 / 100,0   | 1,7 | 0 / 6     | Estável |
|                         | Partido Liberal                | 2 591   | 2,7 / 100,0   | 0,8 | 0 / 6     | Estável |
|                         | Partido Verde                  | 2 392   | 2,5 / 100,0   | 0,3 | 0 / 6     | Estável |
|                         | Partido Vermelho               | 2 041   | 2,1 / 100,0   | 1,2 | 0 / 6     | Estável |
|                         | Outros                         | 1 372   | 1,4 / 100,0   |     | 0 / 6     | Estável |
| Votos Inválidos         | Votos Inválidos                | 865     | 0,9 / 100,0   |     |           |         |
| Total                   | Total                          | 97 492  | 100,0 / 100,0 |     | 6 / 6     |         |
| Eleitorado/Participação | Eleitorado/Participação        | 129 699 | 75,2 / 100,0  | 1,4 |           |         |